# Station Martigny-les-Bains
Station Matigny-les-Bains is een spoorwegstation in de Franse gemeente Martigny-les-Bains.